# San Isidro (Cabañas)
San Isidro è un comune del dipartimento di Cabañas, in El Salvador.

## Storia
L'origine del centro abitato si fa risalire a poche famiglie di latini che hanno colonizzato il luogo a metà del XVIII secolo.
Nel 1807, San Isidro era una piccola frazione (aldea) sotto la giurisdizione di Sensuntepeque; l'aldea di San Isidro fu eretta a pueblo poco prima della sua emancipazione politica (1821) e la creazione del canton elettorale, con la legge del 18 febbraio 1841.
Fece parte del Dipartimento di San Vicente dal 12 luglio 1824 al 10 febbraio 1873, quando passò sotto la giurisdizione del Dipartimento di Cabañas.
A San Isidro è stato conferito il titolo di villa il 7 febbraio 1879 e quello di città nel 1998.

## Geografia fisica
La città, che si trova a circa 70 km dalla capitale, e limitata a nord dal comune di Sensuntepeque, a est da Cuacotecti e Sensuntepeque, a sud da Santa Clara, San Esteban Catarina e San Sebastián (Dipartamento di San Vicente) e a ovest da Ilobasco.

### Morfologia
Il terreno è di origine vulcanica. Predominano le rioliti andesitiche, lava dacitica e andesitica, sedimenti vulcanici con materiale piroclastico e correnti di lava intercalati.
Il territorio è delimitato dai picchi Morontepeque (655 m), Humeras (520 m) ed El Orégano (520 m). Presenta diverse piccole cime come Calaveras, Brujo, Pelón, Feliciano, Cubías Morontepeque, El Convento, de Coyotes, Volcancillo, Pataste, de Caballos, Huacuco, Achomical, Olotón, El Tablón Cuayabillas o Las Minas, Gabilán Huilihuista e Ávila, ed i colli El Pedernal, El Ujushte, El Izcatal, de La Hacienda, Los Empedrados, Los Encuentros, El Coyolito e de Obasco. Ma il territorio urbano ha una pendenza media che non supera il 10% e aumenta raggiungendo il 15% nelle zone rurali.

### Idrografia
I fiumi principali sono:
- San Isidro: si forma dall'unione del torrente Chichipate con il rio Viejo San Francisco a 0,6 km a sud della città, per andarsi a riversare nelle acque del fiume Titihuapa. Lunghezza: 5,5 km.
- Viejo o San Francisco: fiume che attraversa le città di Guacotecti, Sensuntepeque e San Isidro, per una lunghezza totale di 10,2 km.
- El Jícaro: fiume di Sensuntepeque e San Isidro. Si forma dall'unione del fiume Las Vueltas e il torrente la Quebradona a 7,2 km ad est della città e si imbocca nel Titihuapa per una lunghezza totale di 3,1 km.
- Las Cañas: entra nel territorio comunale a 4,4 km ad ovest della città, corre segnando il confine col comune di Ilobasco; riceve l'affluenza del torrente La Quebradota ed esce dal territorio nelle vicinanze del caserío El Zarza. La sua lunghezza all'interno del municipio è di 7,5 km.
- De Los Pueblos: entra nel territorio comunale a 5 km a est della città, corre formando anse sud-est/nord-est e segna il confine con il comune di Sensuntepeque; lascia il municipio ad un km dal picco la Calavera. La sua lunghezza nel municipio raggiunge gli 8 km.
- Titihuapa: entra nel territorio comunale a 4,8 km a sud-est della città, riceve le acuque del torrente del Zapotal e da qui inizia a correre verso est, servendo come limite dipartimentale con San Vicente e Cabañas, e con i loro comuni di San Sebastián, San Esteban Catarina e Santa Clara. Riceve l'affluenza dei torrenti Las Pilas, El Copal, Lajitas, Agua Fría e di altri senza nome, oltre a quella dei fiumi San Isidro e el Jicaro; abbandonando il territorio comunale proprio alla congfluenza con quest'ultimo. Nel territorio comunale si sviluppa per 15 km.

Tra i torrenti si ricordano: La quebradota, El Izcal, Chichipate, La Ceiba, La Adobera, de Gualuca, Las Pilas, La Majada, La Queserita, Chico Santo, Los Arrozales, E L Copal Cabo de Hacha, de Las Marías, de Lauras, El Oloton, El Pital, Agua Fría, El Roble e del Zapotal.

### Clima e vegetazione
Il clima è caldo. La temperatura media è di 31 °C. La media annuale delle precipitazion varia dai 1800 ai 2400 mm.
La flora è costituita da bosco umido subtropicale, le specie arboree più diffuse sono sughero, nance e quercia.

## Geografia antropica

### Suddivisioni amministrative
Si divide in 7 cantones, divisi in 22 caseríos.
- Izcatal: 687 ab., 2 caseríos: Izcatal e las Vainillas;
- El Ámate: 1.402 ab., 5 caseríos: El Ámate, El Zarzal, El Junquillo, La Loma;
- Los Jobos: 1.085 ab., 4 caseríos: Los jobos, Cerro de Ávila, Los Jobitos, El Jute;
- Llano de La Hacienda: 1.424 ab., 1 caserío: Llano de la Hacienda;
- Potrero de Batres: 837 ab., 2 caseríos: Potrero de Batres, El Tablon;
- Potrero y Tabla: 557 ab., 2 caseríos: Potrero y Tabla, Horcones;
- San Francisco: 1.397 ab., 5 caseríos: San Francisco, Hacienda Vieja, Las Minas.

## Festività
San Isidro celebra la sua festa patronale il 14 e 15 maggio, in onore a San Isidoro l'Agricoltore.